# Bob Blackburn
Pour les articles homonymes, voir Bob Blackburn et Blackburn (homonymie).
Bob Blackburn (né le 14 octobre 1924 et mort le 8 janvier 2010) était le premier commentateur des matchs des Seattle Supersonics en National Basketball Association. Il commenta les matchs sur la chaine de radio et de télévision KOMO, et plus tard sur KJR radio. Sa collaboration avec les SuperSonics coïncida avec la première saison des Sonics en 1967-1968 et le titre remporté en 1979, quand les SuperSonics battirent les Washington Bullets quatre matchs à un.

## Vie personnelle
Blackburn grandit dans la région de Los Angeles. Enfant, il fut atteint par la tuberculose. En entendant les commentateurs sportifs à la radio, il rêvait d'être au microphone. L'oncle de Blackburn lui dit que sa force était dans sa voix grave et que son idée de devenir commentateur était une bonne idée. Il réussit à obtenir un emploi dans une station de radio en Californie. Par la suite, il collabora avec les Portland Beavers où il demeura durant 18 ans. Lors de son passage dans l'Oregon, il fut la voix de la radio des équipes de football et de basket-ball de l'université d'État de l'Oregon. Il fut intronisé au Oregon Sports Hall of Fame en 2002 pour sa contribution au sport dans l'Oregon.

## SuperSonics
Quand les SuperSonics rejoignirent la NBA en 1967-1968, l'équipe avait besoin d'une voix afin de les suivre match après match. Blackburn fit acte de candidature, avec 110 autres candidats et obtient le job. Blackburn commenta la plupart des matchs des SuperSonics en solo durant ses 20 premières années. Lors de la saison 1987-1988, KJR lui adjoignit Kevin Calabro (en). Au début des années 1990, Blackburn quitta son poste dans ce qu'il qualifia d'un « départ forcé ». À ce moment-là, Calabro devint la seule voix officielle et le deuxième commentateur de l'équipe.

## Parcours
Lors de ses 60 années à l'antenne, Blackburn commenta plus de 7000 évènements sportifs et 2359 matchs NBA -- l'immense majorité pour les Seattle Supersonics. En tant que commentateur, Blackburn ne possède pas de numéro retiré. Cependant, il a reçu un honneur similaire pour ses contributions pour les SuperSonics durant 25 ans. Plutôt que de retirer un numéro, les SuperSonics ont retiré son micro.